# Bombacha

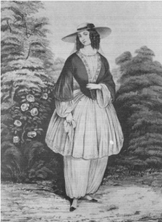
Dama con bombachos en 1850.

La bombacha (en inglés: bloomers o knickers) es un invento de origen no comprobado y no es exclusivo para las mujeres: Los hombres han utilizado por años los bombachos y la bombacha de campo.

## Denominación
Bombacha es una palabra que se ha aplicado en algunos países de habla hispana a varios tipos de prendas de vestir femeninas para la parte inferior del cuerpo: calzones, pantalones, pantaletas, pequeñeces, indescriptibles, racionales, bragas, bragas francesas, bragas divididas, cami-bragas, interventores y sigue la lista, son los nombres que ha recibido según la latitud y la época la bombacha femenina, en el español rioplatense se le llama pantalón bombacho al pantalón holgado usado por los gauchos desde la segunda mitad de siglo XIX. En cambio, por el contrario en Argentina, Uruguay, Chile, Paraguay se le llama usualmente bombacha a la prenda de ropa interior femenina que cubre el bajo vientre; es decir, a la que en España es llamada  braga o en Latinoamérica pantaleta, panty, o simplemente calzón.

## Historia
Las bombachas fueron incorporados al vestuario de las mujeres a principios de la década de 1850 en que la feminista y sufragista estadounidense Amelia Bloomer los adoptó como parte de su uniforme. Amelia Bloomer se presentaba en público con los bombachos acompañados de una corta túnica y un cinturón. Se trataba de unos pantalones ceñidos a la parte inferior de la pierna y muy amplios a partir de la rodilla. Amelia se rebeló contra la moda de la falda ahuecada por un miriñaque que consideraba incómoda e inmodesta.
Amelia dio el nombre a estos pantalones en inglés que se conocen como Bloomers.